# Philip M. Morse
Philip McCord Morse (6 agosto 1903 – 5 settembre 1985) è stato un fisico statunitense.
Fu pioniere nel campo della ricerca operativa durante la seconda guerra mondiale.
Laureatosi in fisica presso la Case School of Applied Science nel 1926 e conseguito il dottorato presso l'università di Princeton nel 1929, nel 1930 vinse una borsa di studio internazionale che utilizzò per studiare presso Monaco con Arnold Sommerfeld a cavallo tra il 1930 ed il 1931.

## Opere
- Quantum mechanics, con Edward U. Condon (McGrawHill, NY, 1929)
- Vibration and sound (McGrawHill, NY, 1936)
- Elliptic Cylinder and Spheroidal Wave Functions, including Tables of Separation Constants and Coefficients con J. Stratton, L. J. Chu e R. A. Hutner (John Wiley & sons, NY, 1941).
- Methods of operations research (John Wiley & sons, 1951)
- Methods of Theoretical Physics con Herman Feshbach(McGraw-Hill, NY, 1953)
- Spheroidal Wave Functions con J. Stratton, L. J. Chu, J. D. C. Little, F. J. Corbato (John Wiley & sons, 1956)
- Queues, inventories, and maintenance : the analysis of operational systems with variable demand and supply (John Wiley & sons, NY, 1958)
- Thermal physics' (Benjamin, NY, 1965)
- Theoretical acoustics con K. Uno Ingard (McGrawHill, NY, 1968)